# Murderers' Row
Murderers' Row (conocida en español como Matt Helm, agente muy especial en España y Matt Helm contra las asesinas en México y Argentina) es una película estadounidense de 1966, del género de espías, dirigida por Henry Levin, protagonizada por Dean Martin, Ann-Margret, Karl Malden, Camilla Sparv, y James Gregory en los papeles principales.
Es la segunda película de la serie de cuatro sobre el agente Matt Helm. Las otras son Los silenciadores (1966), La emboscada (1967) y La mansión de los siete placeres' (1969).
Basada en la novela de Donald Hamilton. La diferencia entre las novelas y las películas que interpretaría Dean Martin es que las películas tendrían un claro matiz cómico del que carecían los libros.
Como la primera película, Los silenciadores fue un rotundo éxito de taquilla, inmediatamente, se grabaron otras tres entregas, protagonizadas también por Dean Martin como Matt Helm. 
Al final de la cuarta entrega, se anunció una quinta película de la serie Matt Helm que iba a titularse The Ravagers, como la novela de Hamilton publicada en 1964. Sin embargo, Dean Martin rehusó volver a encarnar al personaje y el proyecto fue cancelado. 

## Argumento
Julian Wall (Karl Malden) quiere utilizar un rayo incendiario inventado por el profesor Norman Solaris (Richard Eastham) para destruir Nueva York. Solaris debe esconderse para evitar ser secuestrado por Wall. El agente Matt Helm y la hija del profesor, Suzie Solaris (Ann-Margret), intentarán localizarlo primero para evitar que sea secuestrado.

## Premios
- La película obtuvo el segundo puesto de la lista en los premios Golden Laurel en la categoría de acción.
- Idéntico puesto, el segundo, ocupó en la lista de los Golden Laurel Dean Martin como mejor actor de película de acción.